# It's a Wonderful World
 It's a Wonderful World és una pel·lícula estatunidenca de W.S. Van Dyke estrenada el 1939.

## Argument
El detectiu Johnson arriba primer a l'escena i troba al costat del cos d'una dona la meitat d'una moneda. El primer sospitós és un client seu, i és detingut. Escapat, ell sap Edwine i 
El client d'un detectiu és acusat d'assassinat. El tipus acabarà sent condemnat a la pena capital, i el detectiu a un any de presó per ocultar-lo. Però quan el traslladen a la presó aconsegueix escapar-se. Tractarà d'esbrinar la veritat, encara que per a això hagi d'actuar com un perillós facinerós, retenint Edwine, una poetessa amb ell. Amb la seva ajuda va a la recerca de l'altra meitat de la moneda que donarà lloc a la resolució del cas. En realitat està més que clar que no és gens perillós, però per sort per a ell la policia no demostra massa perícia a l'hora de capturar-lo. I al final Edwine serà la companya de la seva vida.

## Repartiment
- Claudette Colbert: Edwina Corday
- James Stewart: Guy Johnson
- Guy Kibbee: Fred 'Cap' Streeter
- Nat Pendleton: Sergent Fred Koretz
- Frances Drake: Vivian Tarbel
- Edgar Kennedy: Tinent Miller
- Ernest Truex: Willie Heyward
- Richard Carle: Major I. E. Willoughby
- Cecilia Callejo: Dolores Gonzales
- Sidney Blackmer: Al Mallon
- Andy Clyde: 'Gimpy' Wilson
- Cliff Clark: Capità Haggerty
- Cecil Cunningham: Sra. J. L. Chambers
- George Meeker (no surt als crèdits): Ned Brown